# Станкявичюс, Марюс
Ма́рюс Станкя́вичюс (лит. Marius Stankevičius; род. 15 июля 1981[…], Каунас) — литовский футболист и футбольный тренер, защитник.

## Карьера

### Клубная
5 сентября 2013 года Станкявичюс на правах свободного агента перешёл в турецкий клуб «Газиантепспор». Контракт подписан на 2 года. 10 августа 2014 год Марюс Станкявичюс перешёл в «Ганновер 96», подписав годичное соглашение

### Международная
Станкявичюс с 2002 года по 2013 год играл за сборную Литвы. В прошлом он также представлял Литву на молодёжном уровне.

#### Голы за сборную
| №  | Дата            | Место проведения                                     | Соперник             | Счёт | Результат | Соревнование            |
| -- | --------------- | ---------------------------------------------------- | -------------------- | ---- | --------- | ----------------------- |
| 1. | 30 марта 2005   | Сараево, Босния и Герцеговина                        | Босния и Герцеговина | 1:1  | 1:1       | Отборочный матч ЧМ-2006 |
| 2. | 6 сентября 2008 | Константин Рэдулеску, Клуж-Напока, Румыния           | Румынии              | 1:0  | 3:0       | Отборочный матч ЧМ-2010 |
| 3. | 10 октября 2009 | Тиволи Ной, Инсбрук, Австрия                         | Австрия              | 1:1  | 1:2       | Отборочный матч ЧМ-2010 |
| 4. | 14 октября 2009 | Судува, Мариямполе, Литва                            | Сербия               | 2:1  | 2:1       | Отборочный матч ЧМ-2010 |
| 5. | 29 марта 2011   | Стадион имени С. Дарюса и С. Гиренаса, Каунас, Литва | Испания              | 1:1  | 1:3       | Отборочный матч ЧЕ-2012 |

## Достижения
Командные
«Севилья»
- Обладатель Кубка Испании: 2010

«Лацио»
- Обладатель Кубка Италии: 2013

Личные
- Футболист года в Литве (2): 2008, 2009